# Sophos
Sophos ist ein britisches, international tätiges Unternehmen, das Sicherheitssoftware entwickelt und selbst verkauft. Dazu gehören Virenschutz, Datenschutz, Verschlüsselungssoftware, Schutz vor Spam, Phishing, Adware, Spyware und Schadprogrammen für den Unternehmensbereich sowie Universitäten und andere öffentliche Einrichtungen.
Bis 2020 gehörte Sophos mehrheitlich dem Beteiligungsunternehmen Apax Partners. Die Aktien des Unternehmens wurden bis zum 2. März 2020 an der Londoner Börse gehandelt. Seitdem gehört es zu 100 % der Beteiligungsfirma Thoma Bravo.

## Geschichte
Anfang der 1980er-Jahre entwickelten die Gründer, Jan Hruska und Peter Lammer zunächst Datenverschlüsselungssoftware für das britische Militär. Mit der zunehmenden Verbreitung von Computerviren im Laufe der 1980er-Jahre konzentrierten sich die beiden auf dieses Problem. Sie wollten einen Virenscanner entwickeln, der auf allen Betriebssystemen funktioniert und nur kleine Updates benötigt. Aus dieser Idee entstand die Virus Description Language (VDL), auf der bis heute alle Virenerkennungsdateien für die Anti-Viren-Produkte basieren. 1985 gründeten die beiden Experten schließlich das Unternehmen Sophos – die ersten Anti-Virenprogramme entstanden einige Jahre später in Hruskas Reihenhaus in Kidlington, Großbritannien.

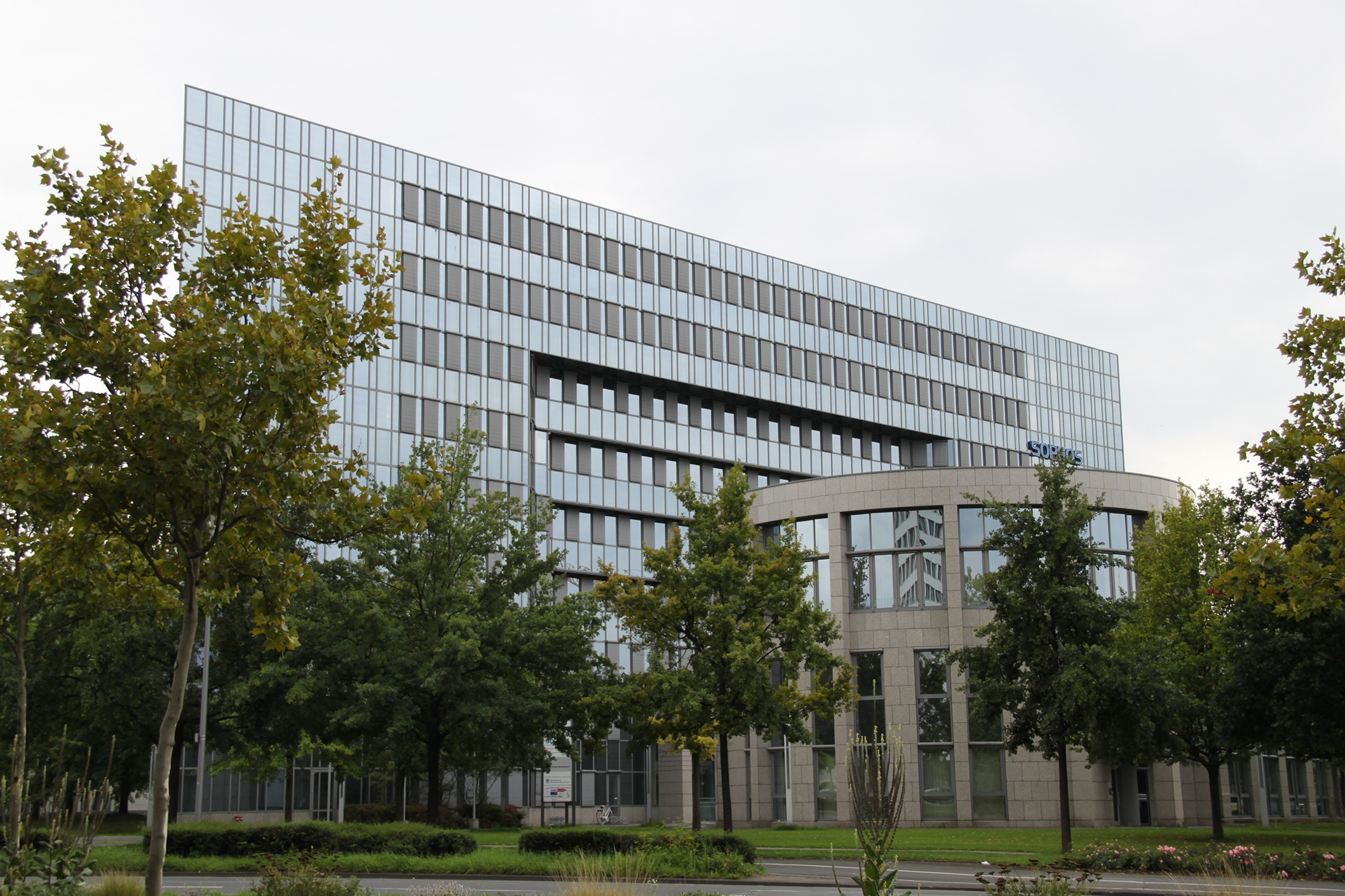
Sitz der deutschen Sophos-Zentrale in Wiesbaden in Nähe des Hauptbahnhofs

Im Jahr 2002 übernahm Sophos das kanadische Unternehmen ActiveState und bietet seither auch Lösungen zum Spam-Schutz an.
Seit 2006, mit der Übernahme des US-Unternehmens Endforce, hat Sophos sein Angebot um Network Access Control (NAC) erweitert, folgend um die Bereiche Application Control (Kontrolle von Computer-Anwendungen) sowie Device Management.
Im Sommer 2008 setzte Sophos zur Übernahme des deutschen IT-Sicherheitsunternehmens Utimaco an. Im Frühling 2012 führte Sophos ein Squeeze-out bei Utimaco durch. Im Herbst 2013 wurde Utimaco von Sophos verkauft.
Im Mai 2011 kaufte Sophos die Karlsruher Astaro, nach eigenen Angaben viertgrößter Anbieter von Unified Threat Management. Von Sophos wurden zuvor rund 400 Millionen US-Dollar Umsatz im Jahr 2011 erwartet, und den Umsatz von Astaro im Jahr 2010 gab Sophos mit 56 Millionen US-Dollar an.
Bis 2015 befand sich das Unternehmen Sophos in Privatbesitz. Der Hauptsitz des Unternehmens befindet sich in Abingdon-on-Thames bei Oxford, Großbritannien. Zudem gibt es Niederlassungen in Deutschland, der Schweiz, Österreich, Italien, Frankreich, Ungarn, Kanada, Australien, Japan, Singapur und den Vereinigten Staaten. Sophos besitzt Hauptniederlassungen in Karlsruhe und in Wiesbaden. Die Hauptniederlassung in Karlsruhe leitet dabei den Vertrieb und den technischen Support der deutschsprachigen DACH-Region.

## Forschung
In Oxford, Boston, Vancouver und Sydney analysiert Sophos Computerviren und entwickelt entsprechende Anti-Malware-Programme.
Informationen zu neu entdeckten Schadprogrammen werden laufend auf der Homepage veröffentlicht. Sophos-Mitarbeiter berichten und beraten regelmäßig auf Blogs über IT-Sicherheit. Der bekannteste unter ihnen ist Graham Cluley.

## Wirkungskreis
Das IT-Sicherheitsunternehmen hat sich auf Datenschutz-, Antivirus- und Antispam-Komplett-Lösungen für Netzwerke von Unternehmen, Universitäten und Schulen sowie Behörden spezialisiert.

## Rootkit
Seit 2020 installiert Sophos auf ausgewählten Systemen, von welchen Sophos annimmt, dass sie zu bösen Zwecken benutzt werden, Rootkits. Damit konnten „erweiterte Telemetrie-Daten“ gesammelt werden.

## Produkte

### Wichtigste Produkte
- Sophos Unified Threat Management (UTM): Umfassender Schutz in einem Produkt. Firewall und IPS, Web Application Firewall, Mail Security, Web Security und Filtering, Wireless-Management und -Security, Sicherheit für Remote-Standorte, Sicherer VPN-Zugriff für mobile Mitarbeiter, Endpointschutz. (Zum 30. Juni 2026 abgekündigt)[9]
- Sophos Firewall: Funktionsumfang wie UTM mit neuer Security Heartbeat Funktion, von Sophos entwickelt, mit der die Firewall mit den Endpoints kommuniziert und Bedrohungen erkennt und somit den Zugriff auf das Netzwerk verhindert.
- Endpoint Protection: Schutz vor Malware, Firewall, Anwendungskontrolle, NAC und Datenverschlüsselung.
- E-Mail Security and Data Protection: Anti-Spam, Schutz vor Malware und E-Mail Verschlüsselung.
- SafeGuard Enterprise: Verschlüsselungs- und DLP-Lösung zum Schutz von vertraulichen Daten und zum Einhalten interner Richtlinien und gesetzlicher Vorgaben. (End-Of-Sale)[10]
- Mobile Control: Mobile Device Management (MDM) Lösung.
- Sophos Wireless: Umfassendes Portfolio an Wireless Access Points der Serien AP6 (aktuell) APX (abgekündigt zum 31. Dezember 2027) und AP (abgekündigt zum 31. Dezember 2023).[11]

### Kostenlose Tools
- Virus Removal Tool für Windows
- Sophos Antivirus für Mac Home Edition
- Sophos Antivirus für Linux Free Edition
- Sophos Mobile Security für Android
- Sophos XG-Firewall Home Edition

## Sophos Partnerprogramm

### Partner Level
- Sophos Authorized Partner
- Sophos Silver Partner
- Sophos Gold Partner
- Sophos Platinum Partner
- Sophos Select Partner (nur Nordamerika)

### Partner Akkreditierungen
(Quelle: )
- Sophos Platform Partner (ehm. Synchronized Security Partner)
- Sophos MDR Partner
- Sophos Firewall Partner
- Sophos Endpoint & XDR Partner (ehm. Endpoint & Server Partner)